# 山元加津子
山元 加津子（やまもと かつこ、1957年5月21日 - ）は、日本の作家。元：石川県立明和養護学校（特別支援学校）教諭（2014年に退職）。文筆・講演・写真・イラストを通して子供たちに対する理解を訴えている。愛称は、「かっこちゃん」。

## 来歴
石川県金沢市出身。石川県立金沢二水高等学校、富山大学理学部化学科卒業。

## ドキュメンタリー映画
- 『1/4の奇跡〜本当のことだから〜 』入江富美子監督 2007年[1]
- 『宇宙（そら）の約束〜いのちが紡ぐ愛の詩〜』岩崎靖子監督 2008年[3]
- 『僕のうしろに道はできる～奇跡が奇跡でなくなる日に向かって～』岩崎靖子監督 2012年[4]

### 監督作品
- 『銀河の雫 はじまりはひとつ』 2016年[5]
- 『しあわせの森』 2023年[6]

## 著作
- 『さびしいときは心のかぜです』原田大助共著 樹心社 1995年 ISBN 4-7952-2463-3
- 『たんぽぽの仲間たち』三五館 1996年 ISBN 4-88320-073-6
- 『僕の上の星☆君の上の星』原田大助共著 樹心社 1996年 ISBN 4-7952-2468-4
- 『原田大助詩画集』原田大助共著 小学館 1998年 ISBN 4-09-387250-3
- 『きいちゃん』アリス館 1999年 ISBN 4-7520-0127-6
- 『ゆうきくんの海』三五館 1999年 ISBN 4-88320-182-1
- 『好き好き大好きの魔法』三五館 2000年 ISBN 4-88320-199-6
- 『あふりか!たんぽぽノート』三五館 2001年 ISBN 4-88320-227-5
- 『土の中には見えないけれどいつもいっぱい種がある』原田大助共著 金の星社 2001年 ISBN 4-323-07021-7
- 『あなたといつもつながっていられたらいいのに』青心社 2002年 ISBN 4-87892-240-0
- 『いちじくという名の犬と…』アリス館 2002年 ISBN 4-7520-0213-2
- 『想っている』青心社, 2003年 ISBN 4-87892-265-6
- 『心は羽がはえているから』北水 2003年  ISBN 4-939000-52-4
- 『違うってことはもっと仲良くなれること』樹心社 2003年 ISBN 4-434-03159-7
- 『本当のことだから』三五館 2004年 ISBN 4-88320-293-3
- 『魔女・モナの物語』青心社 2005年 ISBN 4-87892-310-5
- 『心の痛みを受けとめること』PHPエディターズ・グループ, 2006年 ISBN 4-569-65437-1
- 「しんちゃんとえみちゃん」（『10分で読める名作. 4年生』収録）学習研究社 2007年 ISBN 978-4-05-202678-2
- 『宇宙の約束』三五館 2007年 ISBN 978-4-88320-385-7
- 『魔女・モナの物語. 2（魔法の国エルガンダの秘密）』青心社 2007年 ISBN 978-4-87892-341-8
- 『約束―般若心経は「愛の詩」』三五館 2007年 ISBN 978-4-88320-413-7
- 『きいちゃん』全国学校図書館協議会 2008年 ISBN 978-4-7933-7054-0
- 『宇宙は、今日も私を愛してくれる』三五館 2009年 ISBN 978-4-88320-452-6
- 『満月をきれいと僕は言えるぞ』宮田俊也共著 三五館 2010年 ISBN 978-4883205226
- 『手をつなげば、あたたかい。』サンマーク出版　2011年　ISBN 978-4-7631-3191-1
- 『ありがとうの花―魔法のメルマガは朝8時に届く』三五館 2011年 ISBN 978-4883205370
- 『大切な花を心にひとつ』三五館 2015年 ISBN 978-4883206278
- 『みみずと魔女と青い空：大人になったわたしから小さいころのわたしへ』公硯舎 2017年 ISBN 978-4990846138
- 『リト』モナ森出版 2020年